# 버새
버새(Hinny)는 수말과 암탕나귀와의 사이에서 난 새끼이다.